# Jizre'el
Jizre'el (hebrejsky יִזְרְעֶאל, anglicky Yizre'el) je vesnice typu kibuc v Izraeli, v Severním distriktu, v Oblastní radě Gilboa.

## Geografie
Leží v nadmořské výšce 91 metrů na rozmezí zemědělsky intenzivně obdělávaného Jizre'elského údolí, Charodského údolí a pohoří Gilboa, které přímo v prostoru obce vybíhá ve vrcholky Giv'at Jizre'el a Tel Jizre'el. Ty se k severu strmě svažují do Charodského údolí, kterým protéká vádí Nachal Charod. Sklon terénu k západu, do Jizre'elského údolí, je mírný, dál k západu protéká vádí Nachal Gilboa.
Vesnice je situována 30 kilometrů jihozápadně od Galilejského jezera, 23 kilometrů západně od řeky Jordánu, cca 5 kilometrů jihovýchodně od města Afula, cca 75 kilometrů severovýchodně od centra Tel Avivu a cca 42 kilometrů jihovýchodně od centra Haify. Jizre'el obývají Židé, přičemž osídlení v tomto regionu je ryze židovské. Výjimkou jsou vesnice Sulam (cca 5 kilometrů severním směrem) a Sandala (cca 5 kilometrů jižně od kibucu), které obývají izraelští Arabové.
Kibuc leží 6 kilometrů severně od Zelené linie, která odděluje Izrael od okupovaného Západního břehu Jordánu.
Jizre'el je na dopravní síť napojen pomocí dálnice číslo 60, ze které tu odbočuje lokální silnice číslo 675. Severně od vesnice vede železniční trať v Jizre'elském údolí, zrušená roku 1948 a obnovená po nákladné rekonstrukci roku 2016 (v mírně odlišné trase). Nemá zde ovšem stanici.

## Dějiny
Jizre'el byl založen v roce 1948. Na místě nynějšího kibucu, respektive v prostoru pahorku Tel Jizre'el, se do té doby rozkládala arabská vesnice Zir'in, která navazovala na starověké židovské sídlo Jizre'el. Křižáci ji ve středověku nazývali Le Petit Gerin. V obci fungovala mešita a chlapecká základní škola. Roku 1931 v ní žilo 978 lidí v 239 domech. Během arabského povstání v roce 1936 v Zir'in sídlil jeden z jeho organizátorů Mahmud Salim. Tato vesnice byla v květnu 1948, v počáteční fázi války za nezávislost v rámci Operace Erez dobyta židovskými silami a její obyvatelé byli vysídleni. Až na jeden dům byla zástavba Zir'in zbořena.
Ještě roku 1948 vznikl na místě vysídlené arabské vesnice kibuc Jizre'el. Jeho zakladateli byli bojovníci jednotek Palmach. Do roku 1950 sídlili přímo v opuštěné arabské vesnici, pak se přestěhovali o pár set metrů západněji, do nové zástavby.
Ekonomika obce je založena na zemědělství a průmyslu. Kibuc si uchovává značnou míru kolektivismu. Prošel ale částečnou privatizací. V kibucu je zdravotní středisko, plavecký bazén, sportovní areály, synagoga a obchod. Turistický ruch se soustřeďuje na pahorek Tel Jizre'el.

## Demografie
Obyvatelstvo kibucu Jizre'el je sekulární. Podle údajů z roku 2014 tvořili naprostou většinu obyvatel v Jizre'el Židé - cca 500 osob (včetně statistické kategorie "ostatní", která zahrnuje nearabské obyvatele židovského původu ale bez formální příslušnosti k židovskému náboženství, cca 600 osob). Zhruba 30 % obyvatelstva jsou židovští přistěhovalci ze zahraničí.
Jde o menší sídlo vesnického typu s dlouhodobě rostoucí populací. K 31. prosinci 2014 zde žilo 561 lidí. Během roku 2014 populace stoupla o 1,6 %.
| Rok            | 1948 | 1961 | 1972 | 1983 | 1995 | 2001 | 2003 | 2004 | 2005 | 2006 | 2007 | 2008 | 2009 | 2010 | 2011 | 2012 | 2013 | 2014 |
| -------------- | ---- | ---- | ---- | ---- | ---- | ---- | ---- | ---- | ---- | ---- | ---- | ---- | ---- | ---- | ---- | ---- | ---- | ---- |
| Počet obyvatel | 69   | 117  | 344  | 559  | 469  | 441  | 464  | 464  | 473  | 487  | 518  | 549  | 534  | 536  | 538  | 544  | 552  | 561  |